# The Brothers (États-Unis)
Pour les articles homonymes, voir The Brothers.
The Brothers est une montagne située dans les montagnes Olympiques, dans l'État de Washington aux États-Unis. Elle est constituée de deux cimes et culmine à 2 085 mètres d'altitude, le second sommet étant 59 mètres plus bas. 

## Toponymie
En 1856, le géographe George Davidson (en) nomma ces sommets en l'honneur des deux frères d'Ellinor Fauntleroy, sa future épouse. Il appela ainsi le sommet sud (le plus élevé) « mont Edward » (Mount Edward) et le sommet nord « mont Arthur » (Mount Arthur),.

## Situation

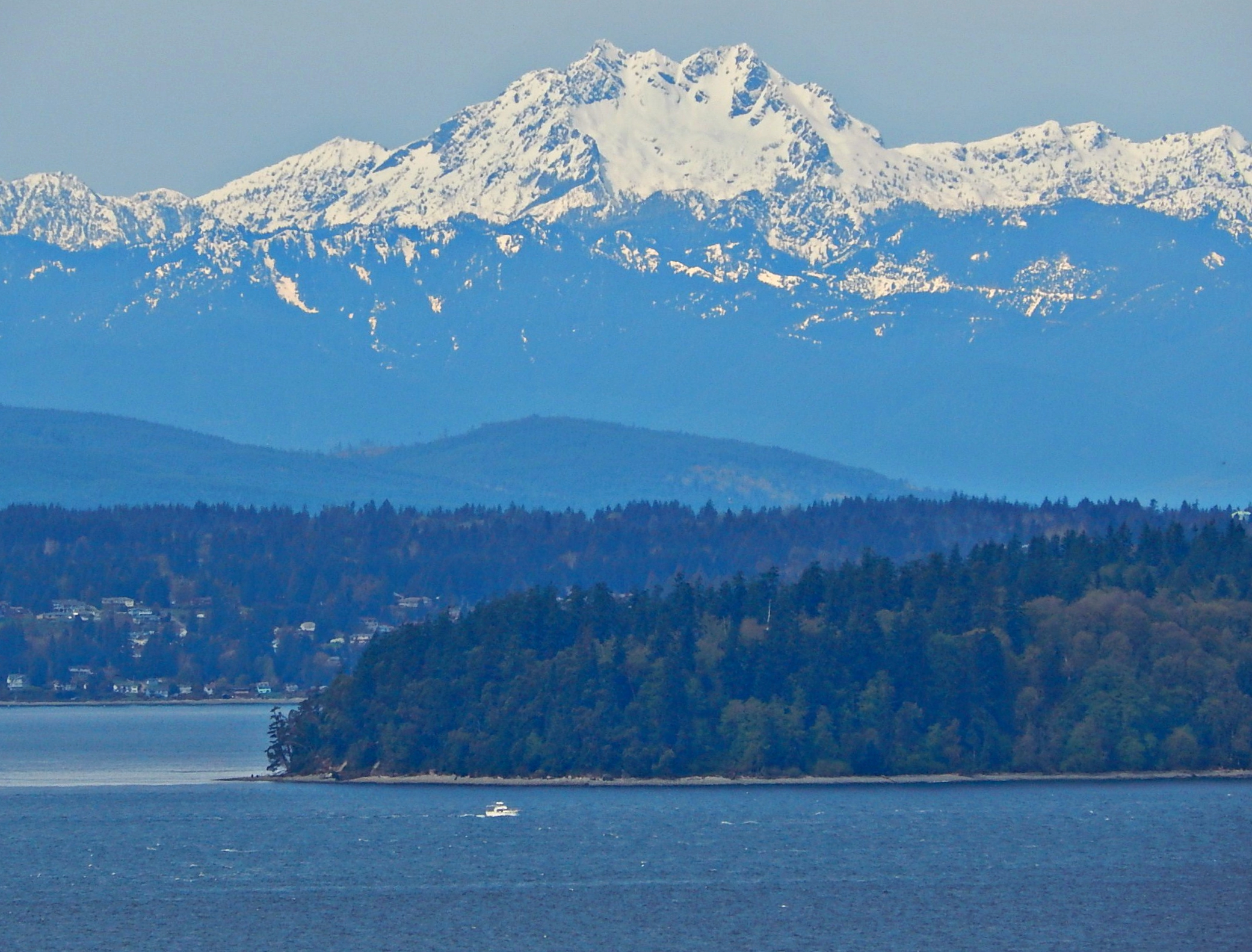
The Brothers, vus depuis l'ouest de Seattle.

The Brothers se trouvent sur le territoire du comté de Jefferson, dans l'État de Washington, à la limite du parc national Olympique et de The Brothers Wilderness (en).